# Chytonix placens
Chytonix placens là một loài bướm đêm trong họ Noctuidae.